# نوفولي
نوفولي (بالإيطالية: Novoli)‏ هي بلدية في مقاطعة ليتشي في إقليم بوليا الإيطالي.

## السكان
في سنة 1861 بلغ عدد السكان 3٬412 نسمة، وتطور العدد ليصل في سنة 2011 لـ 8٬211 نسمة.
يظهر هذا المخطط البياني تطور النمو السكاني لـ نوفولي